# TAGLN3
TAGLN3 (англ. Transgelin 3) – білок, який кодується однойменним геном, розташованим у людей на короткому плечі 3-ї хромосоми.  Довжина поліпептидного ланцюга білка становить 199 амінокислот, а молекулярна маса — 22 473.
| 10         |  | 20         |  | 30         |  | 40         |  | 50         |
| ---------- |  | ---------- |  | ---------- |  | ---------- |  | ---------- |
| MANRGPSYGL |  | SREVQEKIEQ |  | KYDADLENKL |  | VDWIILQCAE |  | DIEHPPPGRA |
| HFQKWLMDGT |  | VLCKLINSLY |  | PPGQEPIPKI |  | SESKMAFKQM |  | EQISQFLKAA |
| ETYGVRTTDI |  | FQTVDLWEGK |  | DMAAVQRTLM |  | ALGSVAVTKD |  | DGCYRGEPSW |
| FHRKAQQNRR |  | GFSEEQLRQG |  | QNVIGLQMGS |  | NKGASQAGMT |  | GYGMPRQIM  |

A: Аланін

C: Цистеїн

D: Аспарагінова кислота

E: Глутамінова кислота

F: Фенілаланін

G: Гліцин

H: Гістидин

I: Ізолейцин

K: Лізин

L: Лейцин

M: Метіонін

N: Аспарагін

P: Пролін

Q: Глутамін

R: Аргінін

S: Серин

T: Треонін

V: Валін

W: Триптофан

Кодований геном білок за функцією належить до фосфопротеїнів. 